# Iurivka, Kozeatîn
Iurivka (în ucraineană Юрівка) este localitatea de reședință a comunei Iurivka din raionul Kozeatîn, regiunea Vinnița, Ucraina.

## Demografie
Componența lingvistică a localității Iurivka
     Ucraineană (99,7%)
     Alte limbi (0,15%)
Conform recensământului din 2001, majoritatea populației localității Iurivka era vorbitoare de ucraineană (99,7%), existând în minoritate și vorbitori de alte limbi.